# Mizuho
Mizuho è una città giapponese della prefettura di Gifu.

## Curiosità
Nel videogioco Tales of Symphonia, nel mondo di Tethe'alla c'è una città in stile orientale i cui abitanti sono abili ninja (fra cui il personaggio giocabile di Sheena Fujibayashi). Il nome della città è appunto Mizuho.